# 구이도 아스카니오 스포르차 디 산타 피오라
구이도 아스카니오 스포르차 디 산타 피오라(이탈리아어: Guido Ascanio Sforza di Santa Fiora, 1518년 11월 26일 - 1564년 10월 6일)는 이탈리아 가톨릭교회의 추기경으로 흔히 ‘산타 피오라 추기경’이라는 이름으로 더 잘 알려져 있다.
로마에서 교황 바오로 3세의 딸인 코스탄차 파르네세의 아들로 태어났으며, 형제로는 알레산드로 스포르차 추기경이 있다. 추기경으로 재직하는 동안 그는 여러 도시의 행정관리뿐만 아니라 교황 특사이자 교구장으로서의 업무를 수행하였다.
그는 어린 시절부터 성직자로서의 길을 걷기 시작하였는데, 1528년 11월 12일에는 10세도 채 되지 않은 나이에 이미 몬테피아스코네 에 코르네토(오늘날의 비테르보)의 교구장 주교로 서임되었다. 그는 1548년 6월 4일에 교구장 자리에서 물러났다.
1534년 12월 18일 교황 바오로 3세에 의해 산티 비토 몬데스토 에 크레스첸치아 성당의 부제급 추기경에 서임되었으며, 1537년 10월 22일에는 교황 궁무처장에 임명되었다. 1540년 5월 31일 산타 마리아 인 코스메딘 성당의 부제급 추기경이 되었으며, 1540년 12월 10일에는 산테우스타치오 성당의 부제급 추기경이, 1552년 3월 9일에는 산타 마리아 인 비아 라타 성당의 부제급 추기경으로 임명되었다.
구이도 아스카니오 스포르차 추기경은 1564년 10월 6일 만토바에서 선종하였다. 그의 시신은 로마로 이장되어 그의 가족들이 묻힌 산타 마리아 마조레 대성전의 경당에 안치되었다.